# Moderata Ungdomsförbundet
Moderata Ungdomsförbundet (MUF) er en politisk ungdomsorganisation i Sverige, der er tilknyttet det politiske parti Moderaterna. Organisationen havde i 2008 9.153 medlemmer og er dermed Sveriges største politiske ungdomsorganisation.
Organisationen blev dannet i 1934 som Ungsvenskarna. Dannelsen var en konsekvens af en splittelse mellem Moderaterna og dets ungdomsorganisation, Sveriges nationella ungdomsförbund, som var blevet åbent pro-nazistisk. I 1946 ændredes navnet til Högerns ungdomsförbund, og i 1969 vedtog organisationen det nuværende navn.
Foreningen har som mål at være opinionsdanner og 'skole' for kommende moderate politikere. Politisk er MUF liberalkonservativt, men mere liberalt end moderpartiet, og opgør individets frihed som sit vigtigste spørgsmål. MUF har 25 distriktsforeninger, hvori størstedelen af aktiviterne foregår. Størst har MUF traditionelt været i Stockholm og Skåne. Moderata Ungdomsförbundets landsformand har siden 2016 været Benjamin Dousa.
Siden 1949 har MUF også haft en underafdeling for skoleungdommen. Denne har siden 1970 haft navnet Moderat skolungdom (MSU). Ca. 70 procent af MUF's medlemmer er tillige medlemmer af MSU.

## Formænd
- Benjamin Dousa 2016
- Rasmus Törnblom 2014–2016
- Erik Bengtzboe 2010–2014
- Niklas Wykman 2006–2010 (modkandidat 2006: Mattias Thorsson)
- Johan Forssell 2004–2006 (modkandidat: Maths Larsson)
- Christofer Fjellner 2002–2004
- Tove Lifvendahl 2000–2002
- Gunnar Strömmer 1998–2000
- Thomas Idergard 1995–1998
- Fredrik Reinfeldt 1992–1995 (modkandidat: Ulf Kristersson)
- Ulf Kristersson 1988–1992
- Beatrice Ask 1984–1988
- Gunnar Hökmark 1979–1984 (modkandidat: Mikael Odenberg)
- Per-Arne Arvidsson 1976–1979
- Per Unckel 1971–1976
- Anders Björck 1966–1971
- Eric Krönmark 1965–1966 (modkandidat: Jan Gillberg)
- Birger Hagård 1963–1965
- Gunnar Hillerdal 1961–1963
- Paul Brundin 1959–1961
- Sven Johansson 1957–1959
- Birger Isacsson 1954–1957
- Bengt Lind 1952–1954
- Gunnar Heckscher 1949–1952
- Ebbe Ohlsson 1945–1949
- Folke Kyling 1941–1945
- Torgil von Seth 1934–1941

- Tre af ungdomsforbundets ordførere, Gunnar Heckscher, Fredrik Reinfeldt og Ulf Kristersson, er senere blevet partiledere.